# ICMP-тоннель
ICMP-туннель — скрытый канал для передачи данных, организованный между двумя узлами, использующий IP-пакеты с типом протокола ICMP (обычно echo request, echo reply).

## Принцип работы
Узлы обмениваются сообщениями echo request/echo reply, напоминающими работу утилиты ping, однако содержимое сообщений является информацией, передаваемой внутри канала. В случае, если оба узла имеют возможность принимать/отправлять запросы, передача может осуществляться любым узлом; в случае, если один из узлов находится за NAT'ом, только он может отправлять запросы (и получать ответы).

## Использование
ICMP-туннель используется для обхода запретов на передачу информации на межсетевых экранах.